# La Matanie
La Matanie (vor dem 9. März 2013 Matane) ist eine regionale Grafschaftsgemeinde (französisch municipalités régionales de comté, MRC) in der kanadischen Provinz Québec.
Sie liegt in der Verwaltungsregion Bas-Saint-Laurent und besteht aus zwölf untergeordneten Verwaltungseinheiten (eine Stadt, sieben Gemeinden, drei Sprengel und ein gemeindefreies Gebiet). Die MRC wurde am 1. Januar 1982 gegründet. Der Hauptort ist Matane. Die Einwohnerzahl beträgt 21.301 und die Fläche 3.314,34 km², was einer Bevölkerungsdichte von 6,4 Einwohnern je km² entspricht (Stand: 2016).

## Gliederung
Stadt (ville)
- Matane

Gemeinde (municipalité)
- Baie-des-Sables
- Grosses-Roches
- Les Méchins
- Sainte-Félicité
- Sainte-Paule
- Saint-René-de-Matane
- Saint-Ulric

Sprengel (municipalité de paroisse)
- Saint-Adelme
- Saint-Jean-de-Cherbourg
- Saint-Léandre

Gemeindefreies Gebiet (territoire non organisé)
- Rivière-Bonjour